# Institut égyptologique tchèque
L'Institut égyptologique tchèque est une équipe tchèque de recherche en archéologie en Égypte.
L'institut effectue des fouilles sur le site d'Abousir depuis les années 1970, sous la direction de Miroslav Verner.